# 舌部
舌部（）は、漢字を部首により分類したグループの一つ。
康熙字典214部首では135番目に置かれる（6画の18番目、未集の18番目）。

## 概要
「舌」字は人や動物の口の中にある器官である舌を意味する。
『説文解字』は、声符兼意符の「干」と「口」からなる形声文字とするが、口の中から舌が出ている象形と考えられる。舌先が分かれていることから、蛇の舌に象っているともいわれる。
偏旁の意符としては舌の動作や味覚に関することを示す。
舌部はこのような意符を構成要素とする漢字を収める。「舌」の字形と似た「舍」（「舎」の旧字、字音はシャ、旅宿の意）を構成要素とする漢字も収めている。
また「舌」の字形は舌を意味する以外にも次のように使われているが、これらの漢字は意符に従って他の部首に収められている。
- 「辞」「乱」においては、それぞれ「辭」「亂」の偏の省略形として使われ、日本の新字体や中国の簡体字では「辞」「乱」が正式な字体に採用されている。
- 「話」「活」「筈」「刮」などにおいては、「氏+口」の省略形として使われている。
- 中国簡体字の「适（適）」「敌（敵）」においては、「啇」の省略形として使われている。

## 字体差
印刷書体（明朝体）において康熙字典は「舌」の1画目を「舍」の3画目と同様、横画としている。日本の新字体・中国の新字形では「舌」については1画目を払いとし、「舍」を横画としている。「舍」については中国では康熙字典に従っているが、日本の新字体では「干」を「土」とした「舎」を採用したため、収録する部首もに変えられている。ただし、この適用は常用漢字表内のみであり、表外字については康熙字典に従っている。
一方、台湾の国字標準字体・香港の常用字字形表は「舌」の1画目も横棒とし、「舍」と統合させている。コンピュータ上でWindowsが装備するフォント細明體・新細明體 (PMingLiU・MingLiU) は5.03版以降でないとこれに対応していない。「話」字の旁の「舌」はここでいう「舌」ではなく「氏+口」の省略形なので、払いである。

## 部首の通称
- 日本：した
- 中国：舌字旁
- 韓国：혀설부（hyeo seol bu、したの舌部）
- 英米：Radical tongue

## 部首字
舌
- 中古音
  - 広韻 - 食列切、薛韻、入声
  - 詩韻 - 屑韻、入声
  - 三十六字母 - 牀母三等
- 現代音
  - 普通話 - Template:ピン 注音: ㄕㄜˊ ウェード式：she2
  - 広東語 - 粤拼: sit6 イェール式:sit6
- 日本語 - 音：セツ（漢音）・ゼツ・ゼチ（呉音） 訓：した
- 朝鮮語 - 音：설(seol) 訓：혀（hyeo、舌）

## 例字
- 舌
  - 2:舍（舎→人部）、4:舐、6:舒・舖（舗→人部）